# René Marquès
Pour les articles homonymes, voir Marques (homonymie).
René Marquès, né le 17 janvier 1923 à Perpignan (Pyrénées-Orientales) et mort le 1er août 2013 à Cabestany (Pyrénées-Orientales), est un homme politique français.

## Biographie
René Marquès meurt le 1er août 2013 à la clinique Médipôle de Cabestany.

## Détail des fonctions et des mandats
Mandats locaux
- 1983 - 2001 : maire de Saint-Laurent-de-la-Salanque
- 1973 - 2004 : conseiller général du canton de Saint-Laurent-de-la-Salanque

Mandat parlementaire
- 1er octobre 1992 - 30 septembre 2001 : sénateur des Pyrénées-Orientales